# Estall
Estall és un poble deshabitat del municipi de Viacamp i Lliterà, a la Ribagorça, al vessant meridional del Montsec d'Estall, a l'esquerra del barranc de Fet. Al segle xix formava un municipi amb el terme de la Cerulla anomenat Estall i la Cerulla. L'església parroquial és Santa Maria d'Estall.